# Bahnstrecke Nördlingen–Dombühl
| |                      |                                                |                                                |
| Streckennummer (DB): | 5331                 |                                                |                                                |
| Kursbuchstrecke (DB): | zuletzt 885          |                                                |                                                |
| Kursbuchstrecke: | 411d (1946)          |                                                |                                                |
| Streckenlänge: | 54 km                |                                                |                                                |
| Spurweite: | 1435 mm (Normalspur) |                                                |                                                |
| Streckenklasse: | C4                   |                                                |                                                |
| Maximale Neigung: | 14,9 ‰               |                                                |                                                |
| Streckengeschwindigkeit: | 80 km/h              |                                                |                                                |
| |                      |                                                |                                                |
| \| \| \| von Augsburg \| \| \| \| 0,000 \| Nördlingen \| 430 m \| \| \| 0,250 \| nach Stuttgart-Bad Cannstatt \| nach Stuttgart-Bad Cannstatt \| \| \| 0,309 \| Infrastrukturgrenze DB InfraGO / MEBG \| Infrastrukturgrenze DB InfraGO / MEBG \| \| \| \| nach Wemding \| \| \| \| \| nach Pleinfeld \| \| \| \| 0,760 \| Nürnberger Straße \| Nürnberger Straße \| \| \| 1,330 \| Eger \| Eger \| \| \| 1,570 \| Goldbach \| Goldbach \| \| \| 2,170 \| Bundesstraße 25 \| Bundesstraße 25 \| \| \| 4,072 \| Wallerstein (ehem. Bf) \| 435 m \| \| \| 5,500 \| DON 12 \| DON 12 \| \| \| 8,500 \| DON 5 \| DON 5 \| \| \| 8,927 \| Marktoffingen (ehem. Bf) \| 441 m \| \| \| 10,510 \| Mauch \| Mauch \| \| \| 11,020 \| Mauch \| Mauch \| \| \| 12,270 \| Bühlingen \| 439 m \| \| \| 13,950 \| Mauch \| Mauch \| \| \| 14,611 \| Fremdingen \| 444 m \| \| \| 14,795 \| Oettinger Straße (St 2214) \| Oettinger Straße (St 2214) \| \| \| 18,310 \| Rühlingstetten \| 477 m \| \| \| 18,830 \| Bundesstraße 25 (bis 2021) \| Bundesstraße 25 (bis 2021) \| \| \| 19,098 \| Bundesstraße 25 (seit 2021) \| Bundesstraße 25 (seit 2021) \| \| \| 20,542 \| Bundesstraße 25 (seit 2018) \| Bundesstraße 25 (seit 2018) \| \| \| 22,122 \| Bundesstraße 25 (bis 2018) \| Bundesstraße 25 (bis 2018) \| \| \| 22,900 \| Anschluss Salat Verwaltungs GmbH \| Anschluss Salat Verwaltungs GmbH \| \| \| 23,010 \| Wilburgstetten \| 444 m \| \| \| 23,200 \| Weiltinger Straße (St 2385) \| Weiltinger Straße (St 2385) \| \| \| 23,800 \| Wörnitz \| Wörnitz \| \| \| 24,149 \| Rettenmeier (Awanst) \| Rettenmeier (Awanst) \| \| \| 24,200 \| Neutrassierung 2006 \| Neutrassierung 2006 \| \| \| \| \| \| \| \| 25,600 \| Neutrassierung 2006 \| Neutrassierung 2006 \| \| \| 25,700 \| Bundesstraße 25 \| Bundesstraße 25 \| \| \| 26,600 \| Knittelsbach \| 442 m \| \| \| \| Lohgraben \| \| \| \| \| Anschluss Schrotthandel Grimm \| \| \| \| 30,897 \| Dinkelsbühl \| 441 m \| \| \| \| Anschluss Firma Frankenmöbel \| \| \| \| \| Anschluss Sägewerk Dürr \| \| \| \| \| Anschluss Baywa \| \| \| \| \| Mutschachgraben \| \| \| \| \| Lohwassergraben \| \| \| \| \| Hellenbach \| \| \| \| \| Fröschlach \| \| \| \| 34,700 \| Lehengütingen \| 445 m \| \| \| \| Lehengütingen-Waldhäuslein \| \| \| \| \| Schopfloch Bahnhofstraße \| \| \| \| 36,750 \| Schopfloch (Mittelfr) (ehem. Bf) \| 460 m \| \| \| \| Heiligenschlaggraben \| \| \| \| \| Neumühle-Nebenstraße \| \| \| \| \| Nebenstraße \| \| \| \| \| Nebenstraße \| \| \| \| \| Schleifbach \| \| \| \| \| Feldbahn der Ziegelei Fuchs (Spurweite 500 mm) \| \| \| \| \| Anschluss Ziegelei Fuchs \| \| \| \| 43,020 \| Feuchtwangen \| 448 m \| \| \| \| Anschluss Rehau \| \| \| \| \| Dettenbach \| \| \| \| \| Ransbach \| \| \| \| \| Bieberbach \| \| \| \| \| Krobshauser Graben \| \| \| \| \| Mühlgraben \| \| \| \| 47,700 \| Anschluss Deichmann \| Anschluss Deichmann \| \| \| 47,830 \| Dorfgütingen (ehem. Bf) \| 440 m \| \| \| \| Gutenbach \| \| \| \| 50,730 \| Vehlberg \| 460 m \| \| \| 53,770 \| Infrastrukturgrenze MEBG / DB InfraGO \| Infrastrukturgrenze MEBG / DB InfraGO \| \| \| 53,823 \| von Nürnberg \| von Nürnberg \| \| \| 54,121 \| Dombühl \| 473 m \| \| \| \| nach Steinach bei Rothenburg \| \| \| \| \| nach Crailsheim \| \| \| \| \| \| \| \| Quellen: [1][2][3][4][5] \| \| \| \| |                      |                                                |                                                |
| Strecke |                      | von Augsburg                                   | von Augsburg                                   |
| Bahnhof | 0,000                | Nördlingen                                     | 430 m                                          |
| Abzweig geradeaus und nach links | 0,250                | nach Stuttgart-Bad Cannstatt                   | nach Stuttgart-Bad Cannstatt                   |
| Wechsel des Eisenbahninfrastrukturunternehmens | 0,309                | Infrastrukturgrenze DB InfraGO / MEBG          | Infrastrukturgrenze DB InfraGO / MEBG          |
| Abzweig geradeaus und ehemals nach rechts |                      | nach Wemding                                   | nach Wemding                                   |
| Abzweig geradeaus und nach rechts |                      | nach Pleinfeld                                 | nach Pleinfeld                                 |
| Bahnübergang | 0,760                | Nürnberger Straße                              | Nürnberger Straße                              |
| Brücke über Wasserlauf | 1,330                | Eger                                           | Eger                                           |
| Brücke über Wasserlauf | 1,570                | Goldbach                                       | Goldbach                                       |
| Strecke mit Straßenbrücke | 2,170                | Bundesstraße 25                                | Bundesstraße 25                                |
| ehemaliger Haltepunkt / Haltestelle | 4,072                | Wallerstein (ehem. Bf)                         | 435 m                                          |
| Brücke | 5,500                | DON 12                                         | DON 12                                         |
| Brücke | 8,500                | DON 5                                          | DON 5                                          |
| ehemaliger Haltepunkt / Haltestelle | 8,927                | Marktoffingen (ehem. Bf)                       | 441 m                                          |
| Brücke über Wasserlauf | 10,510               | Mauch                                          | Mauch                                          |
| Brücke über Wasserlauf | 11,020               | Mauch                                          | Mauch                                          |
| ehemaliger Haltepunkt / Haltestelle | 12,270               | Bühlingen                                      | 439 m                                          |
| Brücke über Wasserlauf | 13,950               | Mauch                                          | Mauch                                          |
| Dienststation / Betriebs- oder Güterbahnhof | 14,611               | Fremdingen                                     | 444 m                                          |
| Bahnübergang | 14,795               | Oettinger Straße (St 2214)                     | Oettinger Straße (St 2214)                     |
| ehemaliger Haltepunkt / Haltestelle | 18,310               | Rühlingstetten                                 | 477 m                                          |
| ehemaliger Bahnübergang | 18,830               | Bundesstraße 25 (bis 2021)                     | Bundesstraße 25 (bis 2021)                     |
| Strecke mit Straßenbrücke | 19,098               | Bundesstraße 25 (seit 2021)                    | Bundesstraße 25 (seit 2021)                    |
| Strecke mit Straßenbrücke | 20,542               | Bundesstraße 25 (seit 2018)                    | Bundesstraße 25 (seit 2018)                    |
| ehemaliger Bahnübergang | 22,122               | Bundesstraße 25 (bis 2018)                     | Bundesstraße 25 (bis 2018)                     |
| Abzweig geradeaus und ehemals von links | 22,900               | Anschluss Salat Verwaltungs GmbH               | Anschluss Salat Verwaltungs GmbH               |
| Dienststation / Betriebs- oder Güterbahnhof | 23,010               | Wilburgstetten                                 | 444 m                                          |
| Bahnübergang | 23,200               | Weiltinger Straße (St 2385)                    | Weiltinger Straße (St 2385)                    |
| Brücke über Wasserlauf | 23,800               | Wörnitz                                        | Wörnitz                                        |
| Blockstelle | 24,149               | Rettenmeier (Awanst)                           | Rettenmeier (Awanst)                           |
| Verschwenkung von links · Verschwenkung von rechts | 24,200               | Neutrassierung 2006                            | Neutrassierung 2006                            |
| Strecke |                      |                                                |                                                |
| Verschwenkung nach links · Verschwenkung nach rechts (Strecke außer Betrieb) | 25,600               | Neutrassierung 2006                            | Neutrassierung 2006                            |
| Bahnübergang | 25,700               | Bundesstraße 25                                | Bundesstraße 25                                |
| ehemaliger Haltepunkt / Haltestelle | 26,600               | Knittelsbach                                   | 442 m                                          |
| Brücke über Wasserlauf |                      | Lohgraben                                      | Lohgraben                                      |
| Abzweig geradeaus und ehemals nach links |                      | Anschluss Schrotthandel Grimm                  | Anschluss Schrotthandel Grimm                  |
| ehemaliger Bahnhof | 30,897               | Dinkelsbühl                                    | 441 m                                          |
| Abzweig geradeaus und ehemals nach rechts |                      | Anschluss Firma Frankenmöbel                   | Anschluss Firma Frankenmöbel                   |
| Abzweig geradeaus und ehemals nach rechts |                      | Anschluss Sägewerk Dürr                        | Anschluss Sägewerk Dürr                        |
| Abzweig geradeaus und ehemals nach rechts |                      | Anschluss Baywa                                | Anschluss Baywa                                |
| Brücke über Wasserlauf |                      | Mutschachgraben                                | Mutschachgraben                                |
| Brücke über Wasserlauf |                      | Lohwassergraben                                | Lohwassergraben                                |
| Brücke über Wasserlauf |                      | Hellenbach                                     | Hellenbach                                     |
| Brücke über Wasserlauf |                      | Fröschlach                                     | Fröschlach                                     |
| ehemaliger Haltepunkt / Haltestelle | 34,700               | Lehengütingen                                  | 445 m                                          |
| Brücke |                      | Lehengütingen-Waldhäuslein                     | Lehengütingen-Waldhäuslein                     |
| Brücke |                      | Schopfloch Bahnhofstraße                       | Schopfloch Bahnhofstraße                       |
| ehemaliger Haltepunkt / Haltestelle | 36,750               | Schopfloch (Mittelfr) (ehem. Bf)               | 460 m                                          |
| Strecke unter Wasserlauf Anfang Hochstrecke |                      | Heiligenschlaggraben                           | Heiligenschlaggraben                           |
| Strecke |                      | Neumühle-Nebenstraße                           | Neumühle-Nebenstraße                           |
| Brücke |                      | Nebenstraße                                    | Nebenstraße                                    |
| Brücke |                      | Nebenstraße                                    | Nebenstraße                                    |
| Brücke über Wasserlauf |                      | Schleifbach                                    | Schleifbach                                    |
| Kreuzung geradeaus oben (Querstrecke außer Betrieb) |                      | Feldbahn der Ziegelei Fuchs (Spurweite 500 mm) | Feldbahn der Ziegelei Fuchs (Spurweite 500 mm) |
| Abzweig geradeaus und ehemals nach rechts |                      | Anschluss Ziegelei Fuchs                       | Anschluss Ziegelei Fuchs                       |
| ehemaliger Bahnhof | 43,020               | Feuchtwangen                                   | 448 m                                          |
| Abzweig geradeaus und ehemals nach links |                      | Anschluss Rehau                                | Anschluss Rehau                                |
| Brücke über Wasserlauf |                      | Dettenbach                                     | Dettenbach                                     |
| Brücke über Wasserlauf |                      | Ransbach                                       | Ransbach                                       |
| Brücke über Wasserlauf |                      | Bieberbach                                     | Bieberbach                                     |
| Brücke über Wasserlauf |                      | Krobshauser Graben                             | Krobshauser Graben                             |
| Brücke über Wasserlauf |                      | Mühlgraben                                     | Mühlgraben                                     |
| Abzweig geradeaus und ehemals nach links | 47,700               | Anschluss Deichmann                            | Anschluss Deichmann                            |
| ehemaliger Haltepunkt / Haltestelle | 47,830               | Dorfgütingen (ehem. Bf)                        | 440 m                                          |
| Brücke über Wasserlauf |                      | Gutenbach                                      | Gutenbach                                      |
| ehemaliger Haltepunkt / Haltestelle | 50,730               | Vehlberg                                       | 460 m                                          |
| Wechsel des Eisenbahninfrastrukturunternehmens | 53,770               | Infrastrukturgrenze MEBG / DB InfraGO          | Infrastrukturgrenze MEBG / DB InfraGO          |
| Abzweig geradeaus und von rechts | 53,823               | von Nürnberg                                   | von Nürnberg                                   |
| Bahnhof | 54,121               | Dombühl                                        | 473 m                                          |
| Abzweig geradeaus und ehemals nach rechts |                      | nach Steinach bei Rothenburg                   | nach Steinach bei Rothenburg                   |
| Strecke |                      | nach Crailsheim                                | nach Crailsheim                                |
| |                      |                                                |                                                |
| Quellen: |                      |                                                |                                                |

Die Bahnstrecke Nördlingen–Dombühl, auch Hesselbergbahn genannt, ist eine, teilweise stillgelegte, 54,441 Kilometer lange eingleisige, nicht elektrifizierte Nebenbahn in den bayerischen Regierungsbezirken Schwaben und Mittelfranken. Eine Reaktivierung des stillgelegten Abschnitts ist vorgesehen.
In Anlehnung an den parallel verlaufenden Abschnitt der Romantischen Straße wird auch die Bezeichnung Romantische Schiene verwendet. Nach dem Kauf des Teilstücks Nördlingen–Wilburgstetten durch Anliegergemeinden und die Gründung des Zweckverbandes Romantische Schiene wurde der Name rechtlich geschützt.

## Geschichte

### Voraussetzungen
Bereits 1857 bemühten sich die Städte Feuchtwangen und Herrieden in einer schriftlichen Bitte an den Bayerischen Landtag um Anschluss an das Eisenbahnnetz. Vorgesehen war eine Strecke von Ansbach über Herrieden und Feuchtwangen nach Crailsheim. Die geologischen Gegebenheiten haben diese Route – „viele Höhenzüge sowie Flusstäler müssten beim Bau bewältigt werden“ – als zu kostspielig erwiesen. Von staatlicher Seite wurde, aufgrund bestehender Geländevorteile, die Verbindung von Ansbach nach Crailsheim mit dem Bau einer Strecke über Leutershausen und Dombühl befürwortet, die später ausgeführt wurde. Der Entwurf einer weiteren Bittschrift für die Errichtung einer Eisenbahn an König Ludwig II. liegt im Feuchtwanger Stadtarchiv.
Das Pachtbahnsystem hatte sich spätestens seit den 1860er Jahren als untauglich erwiesen, denn es wurden keine pachtdeckenden Überschüsse erwirtschaftet (Strecke Ansbach–Gunzenhausen, eröffnet am 1. Juli 1859). Die Regierung hat deshalb ab 1864 alle Gesuche abgelehnt und auf die bestehenden Regelungen für den Bau von Vicinalstraßen verwiesen. Mit dem Gesetz (Vizinalbahngesetz: „Gesetz über Bau und Betrieb von Eisenbahnstrecken untergeordneter Bedeutung“, das sogenannte Dotationsgesetz) vom 29. April 1869 wurde der Bau von zehn neuen Staatsbahnstrecken festgelegt und sollte als Ergänzung des bayerischen Eisenbahnnetzes die Nebenbahnen fördern. Dafür wurden von staatlicher Seite die bedeutende Summe von 157.714.000 Mark für zehn sofort zu erbauende Bahnen bewilligt. Dieses Gesetz war sowohl nach der Zahl der Bahnen als der Größe der Bausumme das wichtigste, das je in Bayern über Eisenbahnen erlassen worden ist.
Das Charakteristikum der Vicinalbahn war, dass die Finanzierung von Grundstückerwerb und Unterbau nicht beim Staat lag, sondern von den Anliegergemeinden zu leisten war. Die Königlich Bayerischen Staatseisenbahnen errichteten den Oberbau und führten den Betrieb. Das Vicinalbahngesetz von 1869 legte als Ausgangspunkt für die Stichbahn nach Feuchtwangen den Bahnhof Dombühl fest. In der Erweiterung des Vicinalbahngesetzes ist die Strecke von Wassertrüdingen nach Dinkelsbühl (später mit dem Ausgangspunkt Nördlingen statt Wassertrüdingen) festgeschrieben. Technisch wurden die Normen für Hauptbahnen vorgeschrieben.

### Bau
Durch die von vornherein geplante Weiterführung oder Verbindung der Stichbahnen wurden die Bahnhöfe in ihrer jetzigen Lage positioniert. Ansonsten wären die Endbahnhöfe wesentlich näher an die Stadtkerne herangeführt worden. In Dinkelsbühl war ursprünglich geplant, den Einschnitt mit einem Bogen zu vermeiden: die Trasse läge heute dort, wo jetzt das Brauhaus der Hauf-Bräu Dinkelsbühl steht. Nach unterschiedlichen Diskussionen fiel die Entscheidung für die ausgeführte Weise (mit zwei zusätzlichen Brücken). Beim Bau des Einschnittes wurde der alte Standort des letzten Dinkelsbühler Galgens beseitigt.
Die Kosten der Verbindung Dombühl–Feuchtwangen war für die Stadt Feuchtwangen mit 247.000 Mark veranschlagt (das waren 21 % des vorgesehenen Gesamtaufwandes von 1.189.000 Mark). Die Erstellung der Trasse, „für deren Kosten die Stadt Feuchtwangen zum Teil selbst aufkommen musste“, habe beinahe zwei Jahre bis zu ihrer Fertigstellung im April 1876 gedauert. Im Hinblick auf eine spätere Fortführung der Strecke in Richtung Dinkelsbühl wurde der Bahnhof in Feuchtwangen westlich der Sulzach errichtet, „womit allerdings eine beträchtliche Entfernung der Station vom Stadtmittelpunkt in Kauf genommen wurde“ (750 Meter). Die Gesamtkosten der Trasse hätten 770.000 Gulden betragen, wovon die Bahn 323.000 Gulden übernommen habe. Die Stadt Feuchtwangen musste also 124.000 Gulden mittels einer Anleihe von 120.000 Gulden und einem Restbetrag von 4.000 Gulden, den Feuchtwanger Bürger übernommen hatten, aufbringen.
Das fehlende Zwischenstück von Dinkelsbühl nach Feuchtwangen wurde 1879 von der Staatskammer in München genehmigt und das betreffende Gesetz von König Ludwig II. auf Schloss Neuschwanstein unterzeichnet. Die Kosten dafür beliefen sich auf 1,7 Millionen Mark. In den Gesetzen vom 14. Februar 1878 und vom 1. Februar 1880 wurden noch die Strecken Lohr–Wertheim (1881), Wiesau–Redwitz (1882), Dinkelsbühl–Feuchtwangen (1881), Stockheim–Ludwigsstadt–Grenze (1885), Neumarkt–Landshut (1883) und Gemünden–Hammelburg (1884) genehmigt. Die Strecken Lohr–Wertheim und Dinkelsbühl–Feuchtwangen wurden zwar noch als Hauptbahnen gebaut, jedoch im Betrieb als Nebeneisenbahnen eingerichtet.
Der Bau Nördlingen–Dinkelsbühl stellte keine großen Anforderungen, es waren keine größeren Steigungen zu überwinden (nur bei Marktoffingen über den Riesrand ins Tal der Mauch und bei Rühlingstetten der Wechsel aus dem Tal der Mauch in das Tal der Wörnitz). Es mussten keine Kurvenradien unter 600 Meter gewählt werden. Das größte Bauwerk dieses Abschnittes stellt die Wörnitzbrücke in Wilburgstetten dar.

### Betrieb bis 1985

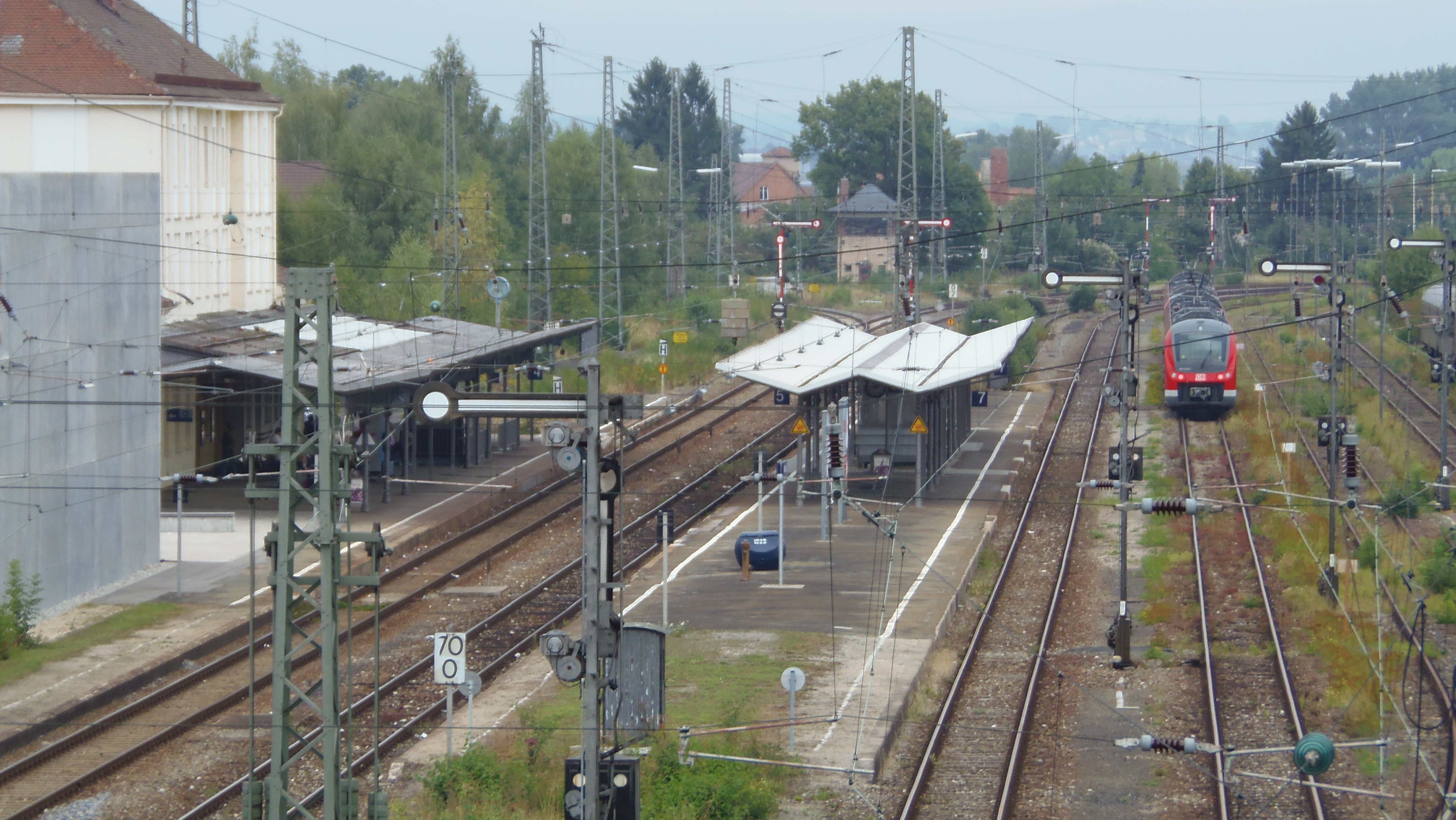
Ausgangspunkt der Strecke ist der Bahnhof in Nördlingen

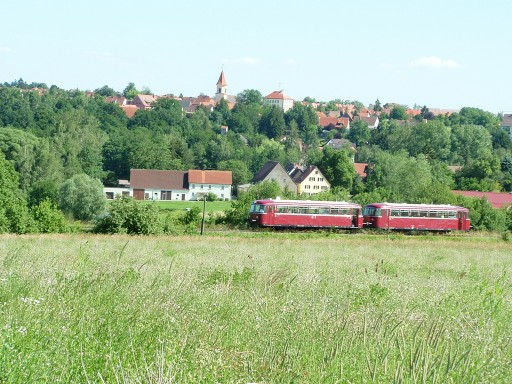
Schienenbus der BayernBahn auf der Fahrt von Schopfloch (Mittelfr) nach Feuchtwangen

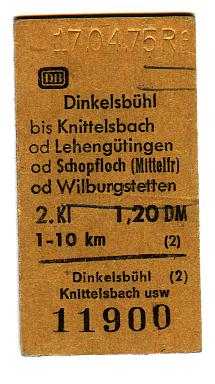
Fahrkarte vom 17. April 1975

Die Strecke wurde von den Bayerischen Staatseisenbahnen zwischen 1876 und 1881 in drei Abschnitten eröffnet. Von Dombühl bis Feuchtwangen begann der Betrieb am 15. April 1876 und von Nördlingen bis Dinkelsbühl am 2. Juli 1876. Das Zwischenstück folgte am 1. Juni 1881. Allein von April bis Dezember 1876 sind am Zielbahnhof Feuchtwangen über 20.000 Personen, 36.500 kg Gepäck, 427 Stück Großvieh und 330 Tonnen Frachtgut befördert worden.
1881 gab es einen Nachtzug, der gegen 22 Uhr in Feuchtwangen in Richtung München abfuhr. Er erreichte sein Ziel jedoch erst um 8.45 Uhr, hat also über zehn Stunden für diese Strecke gebraucht.
In den 1950er Jahren fuhr eine tägliche aus einer Schienenbus-Garnitur gebildete, anfangs zuschlagpflichtige Eilzugverbindung von Rothenburg ob der Tauber über Dombühl und Nördlingen bis nach München. Dieser Zug wurde Reichsstädtezug oder Reichsstädte-Express genannt, da er unter anderem die ehemaligen Reichsstädte Rothenburg, Feuchtwangen, Dinkelsbühl, Nördlingen, Donauwörth und Augsburg miteinander verband. Er durchfuhr die Strecke Dombühl–Nördlingen in rund 70 Minuten. Bei anderen Personenzügen und Schienenbussen (1954 etwa zehn bis zwölf Fahrtenpaare) betrug die Fahrzeit rund 90 Minuten, wobei oft noch 10 bis 15 Minuten Pause in Dinkelsbühl hinzukamen. Außerdem verkehrte parallel dazu der Touring-Bus „Romantische Straße“ von Würzburg nach Füssen.
Die Dampflok 64 348 (ausgemustert im Bw Augsburg am 22. Mai 1967) des Bw Nördlingen führte am 24. September 1966 als letzte ihrer Gattung den planmäßigen Dampfzug von Nördlingen nach Dombühl.
Bis zur Einstellung des Personenverkehrs wurden die Züge im Bahnhof Nördlingen auf dem Kopfgleis 3 und in Dombühl auf Gleis 5 bereitgestellt, als letzte Fahrzeuge waren ETA 150 des Bahnbetriebswerks Nördlingen im Personenverkehr eingesetzt. Am 1. Juni 1985 wurde die Strecke im planmäßigen Personenverkehr aufgegeben.

### Restverkehr
Für den Bau der Bundesautobahn 7 transportierten 1987 Güterzüge Baumaterialien nach Schopfloch.
Der Museumsbahnbetrieb begann auf der Strecke Nördlingen–Dinkelsbühl am 3. September 1988. Der Güterverkehr Nördlingen–Wilburgstetten endete am 27. Mai 1998, während er auf dem Abschnitt Wilburgstetten–Dombühl noch bis zum 15. Dezember 2002 weitergeführt wurde. Den Abschnitt Feuchtwangen–Dombühl hielt das Bayerische Eisenbahnmuseum in betriebsbereitem Zustand, um zu verhindern, dass die Aufsichtsbehörde ein Stilllegungsverfahren fordert. Das Bayerische Eisenbahnmuseum führte an einigen Sonntagen im Jahr Sonderfahrten mit einem historischen Schienenbus und mit Dampflokomotiven durch. Die Fahrten fanden seit 2006 auf dem Abschnitt Nördlingen–Dinkelsbühl–Feuchtwangen statt, zuvor auf dem Abschnitt Nördlingen–Dinkelsbühl.
An den Adventssonntagen konnte der Streckenabschnitt Dombühl–Feuchtwangen–Dinkelsbühl (mit einigen von / bis Nördlingen durchgebundenen Zügen) mit einem Schienenbus befahren werden. Diese Züge wurden hauptsächlich für Weihnachtsmarktbesucher von Dinkelsbühl (und Feuchtwangen) angeboten.
Ein von DB Netz vorgesehener Abbau der Verbindungsweiche im Bahnhof Dombühl, der die Abtrennung der Strecke von der Hauptbahn Nürnberg–Crailsheim bedeutet hätte, konnte 2003/2004 durch Intervention des Ansbacher Bundestagsabgeordneten Josef Göppel verhindert werden.
Der letzte planmäßige Museumszug befuhr die Strecke Nördlingen-Feuchtwangen am 23. Oktober 2016, Zuglok war 50 0072-4. Der letzte Dampf-Zug auf der Gesamtstrecke war der Einsatz der 44 546 mit einem Zug von der Anschlussstelle Rettenmeier nach Nördlingen am 3. Dezember 2018.
Des Weiteren fuhren auf der Strecke Holztransporte des Wilburgstettener Sägewerkes Rettenmeier und Düngemitteltransporte zur BayWa in Feuchtwangen bis Jahresende 2018.

### Wiederaufnahme des Schienenverkehrs
Die Anliegergemeinden bildeten einen Zweckverband Romantische Schiene, der 1999 den Abschnitt Nördlingen–Wilburgstetten von der Deutschen Bahn (DB) übernahm. Den Abschnitt Wilburgstetten–Dombühl pachtete die BayernBahn GmbH, eine Tochtergesellschaft des Bayerischen Eisenbahnmuseums (BEM), langfristig von der DB. Dadurch konnte nach Sanierungsarbeiten das BEM am 7. April 2001 den Betrieb auf dem Abschnitt Nördlingen–Dinkelsbühl eröffnen.
2006 wurde die Strecke zwischen dem Bahnübergang bei Knittelsbach und Wilburgstetten neu trassiert, damit das Großsägewerk der Firma Rettenmeier erweitert werden konnte. Der 1,6 Kilometer lange Neubauabschnitt verläuft an der Ostseite des Sägewerks vorbei und wurde am 8. Dezember 2006 nach viermonatiger Bauzeit in Betrieb genommen. Die bisherigen Gleise dienen im Werksgelände als eigener Werksbahnhof und teilweise als Rangiergleise; sie wurden für die Holzverladung zusätzlich erweitert.
Im Mai 2009 gaben die an der Strecke liegenden Landkreise eine Machbarkeitsstudie über die Wiederaufnahme des Personenverkehrs in Auftrag. Das Ergebnis lag im August 2012 vor und stellte fest, dass ein wirtschaftlicher Betrieb, der bei einem Fahrgastaufkommen von mehr als 1000 Personen pro Tag angenommen wurde, nur auf dem Abschnitt von Dinkelsbühl über Feuchtwangen nach Dombühl zu erwarten sei.

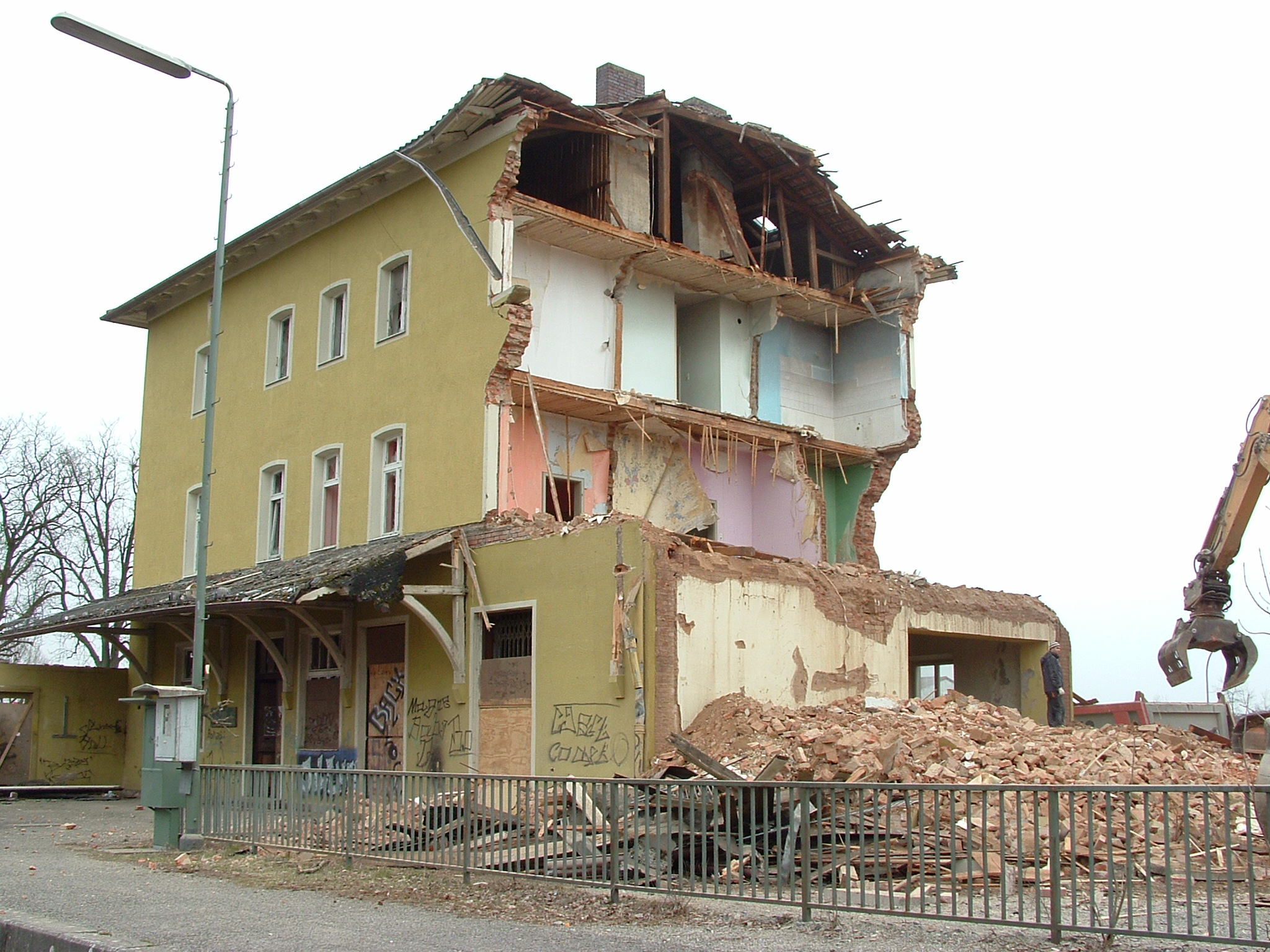
Bahnhofsgebäude Dinkelsbühl 8. April 2013

Im April 2013 wurde das Bahnhofgebäude in Dinkelsbühl abgerissen. An seiner Stelle wurde ein Drogeriemarkt errichtet. Für eine Reaktivierung der Bahnstrecke nach Dombühl ist in unmittelbarer Nähe eine Bahnhaltestelle geplant. Es sind drei Zugänge zum Bahnsteig vorgesehen. Am 9. April 2013 verkündete die bayerische Staatssekretärin im Wirtschaftsministerium Katja Hessel, dass die Bayerische Eisenbahngesellschaft eine Bestellgarantie auf der Strecke Dombühl–Dinkelsbühl bis zum Jahr 2030 abgebe. Auf diesem Abschnitt sollen Regionalzüge verkehren, sobald die baulichen Voraussetzungen hierfür gegeben sind. Die Kosten der Reaktivierung wurden 2016 mit 21 Millionen Euro beziffert.

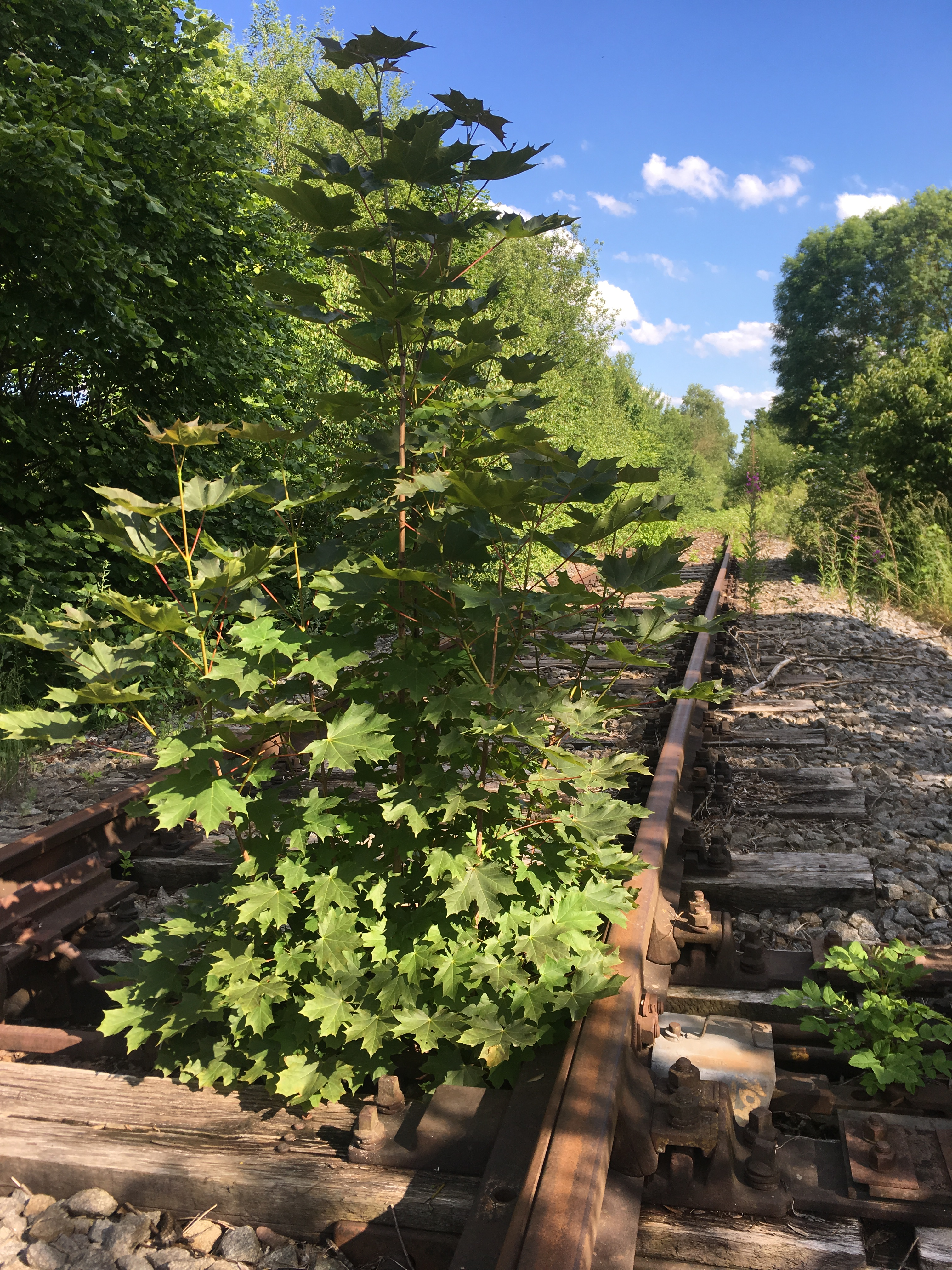
Bahnstrecke bei Dinkelsbühl im Juni 2019

2018 wurde gemeldet, dass die Tegernsee-Bahn Betriebsgesellschaft ein eigenständiges Eisenbahninfrastrukturunternehmen (EIU) zum Betrieb der Strecke gründen wollen. Die Gesellschaft will den Streckenabschnitt Dombühl–Dinkelsbühl ertüchtigen, was 20 bis 25 Mio. Euro kosten soll. Die Mittel sind noch nicht gesichert und für die Kosten der Ertüchtigung der Bahnübergänge, müssen teilweise die Anliegergemeinden aufkommen, geplant ist mittlerweile eine Ausweitung bis Wilburgstetten. Wenn die Voraussetzungen gegeben sind, will die Bayerische Eisenbahngesellschaft 17 Zugpaare täglich bestellen. Einzelne Züge sollen nach Ansbach durchgebunden werden. Die Bayerische Eisenbahngesellschaft veröffentlichte dazu am 27. Juni 2017 eine Vorinformation, nach der die Vertragslaufzeit vom 15. Dezember 2019 bis 14. Juni 2031 reicht. Die Vertragslaufzeit wurde inzwischen geändert und soll spätestens 2024 beginnen. Insgesamt soll pro Jahr auf dieser Linie eine Verkehrsleistung von 300.000 Kilometern erbracht werden. Die Ausschreibung steht unter dem Vorbehalt, dass die Infrastruktur bis zur geplanten Inbetriebnahme fertig gestellt ist.
Trotz der Reaktivierungsbemühungen hat die BayernBahn GmbH die nicht wirtschaftlich zu betreibende Gesamtstrecke im Herbst 2017 zur Übernahme durch andere EIU ausgeschrieben. Da diese nicht stattfand, hat das EIU Anfang 2018 den Mittelabschnitt Dinkelsbühl – Feuchtwangen technisch gesperrt und hat den Südabschnitt bis Nördlingen nur noch bis Ende 2018 betrieben. Dadurch ist der Güterverkehr zum Sägewerk in Wilburgstetten gefährdet. Eine Einigung bezüglich der Konditionen einer weiteren langfristigen Nutzung der Strecke mit dem Zweckverband (Eigentümer des Südabschnittes) kam im Jahr 2018 nicht zustande. Bei einer möglichen Einigung wurde der Erwerb des Nordabschnittes bzw. der Gesamtstrecke durch die BayernBahn GmbH erwogen. Von der BayernBahn GmbH wurde deshalb der Antrag auf Entbindung der Betriebspflicht gestellt und mit Bescheid des Bayerischen Staatsministeriums für Wohnen, Bau und Verkehr vom 25. Januar 2019 an die BayernBahn GmbH die Strecke stillgelegt. In Dombühl und Nördlingen wurden Sh-2-Tafeln durch die DB aufgestellt.
Die Mittelfränkische Eisenbahnbetriebsgesellschaft (MEBG) wurde 2019 gegründet und übernahm den Infrastrukturbetrieb der Strecke. Das Unternehmen wollte bis ursprünglich 2024 die Infrastruktur der Strecke nach den Vorgaben der BEG ertüchtigen, damit ein planmäßiger Reisezugbetrieb zwischen Dombühl und Wilburgstetten wieder stattfinden kann. Eine zukünftige durchgehende Verbindung von Dombühl bis Nördlingen wird nicht ausgeschlossen. Nach neuen Berechnungen erreicht derzeit nur der Abschnitt Dombühl bis Wilburgstetten die Vorgaben der BEG bezüglich der Reisenden-Kilometer-Zahl. Die Baukosten für eine Reaktivierung des Streckenabschnitts Dombühl–Wilburgstetten wurden Anfang 2025 von der MEBG auf 49,5 Mio. Euro geschätzt. Vorbehaltlich einer Förderzusage soll 2026 der Baustart erfolgen, für eine Inbetriebnahme Ende 2027.
Im Zielfahrplan des Deutschlandtakts ist eine stündliche Regionalbahn von Wilburgstetten nach Dombühl vorgesehen. In Dombühl sollen abgestimmte Anschlüsse zu S-Bahnen von und nach Crailsheim und Nürnberg bestehen.
Am 27. Januar 2020 konnte bei einem Spitzengespräch im Bundesverkehrsministerium eine Finanzierung zu 90 % aus Mitteln des Gemeindeverkehrsfinanzierungsgesetzes vereinbart werden, Basis für die Umsetzung ist jedoch die Änderung dieses Gesetzes. Hierbei ist auch die Rede von einer Reaktivierung des Personenverkehrs auf gesamter Länge von Dombühl bis Nördlingen.
Nach umfangreichen Instandhaltungsmaßnahmen durch die MEBG und Betriebsgenehmigung Ende Mai 2020 befahren erstmals nach der Reaktivierung Güterzüge wieder die Strecke von Nördlingen bis Wilburgstetten zum Anschluss der Firma Rettenmeier. Seitdem verkehren fast wöchentlich Rundholzzüge und Hackschnitzelzüge auf diesem Streckenteil. Mit rund 3000 Tonnen Gesamtgewicht und einer Länge von 674 Metern fuhr Mitte Januar 2021 der bisher schwerste, mit Stammholz beladene, Güterzug zum Sägewerk Rettenmeier.

## Besonderheiten

### Zugvormeldeanlage zwischen Schopfloch und Feuchtwangen
Nachdem der Bahnhof in Schopfloch nicht mehr besetzt war, wurde im Pfaffenholz eine Zugvormeldeanlage bei Streckenkilometer 39,764 eingerichtet. Beim Überfahren der Kontakte in Richtung Feuchtwangen wurde das Läutewerk zweimal ausgelöst, in der Gegenrichtung nach Dinkelsbühl einmal. Der Fahrdienstleiter in Feuchtwangen konnte so die Schranken rechtzeitig schließen und musste sich nicht ausschließlich auf den Fahrplan verlassen. Dadurch wurde ein unnötig langes Sperren der B 25 vermieden. Die Meldeanlage war mit der Bahntelefonleitung verbunden, mit einem Fernsprecher vor Ort ausgestattet und die Klingeln befanden sich außerhalb am Stellwerk. Im Jahr 2000 war das Streckentelefon der Zugvormeldeanlage optisch noch intakt, die sechsadrige Telegrafenleitung wurde jedoch durch die Stürme „Wiebke“ und „Lothar“ zerstört, denn es fielen im Pfaffenholz einige Bäume auf die Leitung und rissen die Telefonmasten mit um.

### Feldbahn der Ziegelei in Feuchtwangen
Eine weitere Besonderheit war die Kreuzung der Feldbahn der Ziegelei mit der Bundesbahnstrecke (zuletzt Tonwarenfabrik und Dampfsägewerk Leonhard Fuchs, die Ziegelei wurde bereits im Jahre 1388 als städtische Einrichtung gegründet). Das Werk mit dem Ringofen lag zwischen der Bundesstraße und der Bahnstrecke. Die Lehmgruben und das Kollerhaus waren auf der anderen Seite der Bahn. Um vom Werk zu den Gruben zu gelangen unterquerte die Feldbahn mit 500 mm Spurweite die Bahnstrecke nach dem sogenannten Ziegelweiher (die Betonbrücke im Bahndamm ist noch erhalten, jedoch durch ein Gitter versperrt). Anfang der 1970er Jahre wurde der Betrieb eingestellt, der hohe Kamin später gesprengt und die Gebäude abgebrochen. Drei der ehemals vier Lokomotiven wurden verschrottet. Die letzte zweiachsige Diesellok (Kröhnke FNr. 228/1952, Typ Knecht, 11 PS), die noch jahrelang in der Tonmischanlage stand, wurde von einem Eisenbahnfreund übernommen und im Dezember 1982 nach Nürnberg verbracht. Es bestand einst ein sehr umfangreiches Streckennetz: die Werksbahn fuhr vom Ziegeleigelände, wobei sie die Bundesbahnstrecke unterquerte, leicht bergauf zur Mischanlage (etwa 400 m). Ein Großteil dieses Geleisweges war mit einer langen betonierten Grube zwischen den Schienen versehen. Von dort ging es weiter durch das Kollerhaus in die Tongrube (etwa 200 m), in der sich das Gleisnetz verzweigte. Hier war ein Eimerkettenbagger in Betrieb. Als Transportmittel wurden noch hölzerne Kastenkipper statt Loren verwendet.

### Deuenbach-Brücke
Die Brücke über den Heiligschlaggraben und die Straße nach Deuenbach ist das höchste Bauwerk der gesamten Strecke. Die eiserne Kastenbrücke mit den beidseitigen Rundbogenwiderlagern wurde am Ende des Zweiten Weltkrieges von deutschen Soldaten noch gesprengt.

### Signalausstattungen bis Personenverkehrsende der DB-Zeit
Die Eisenbahnstrecke erreichte Bekanntheit durch ihre Signale, die erst nach der Einstellung des Personenverkehrs 1985 abgebaut wurden. Die Vorsignale waren in der üblichen DB-Ausführung. Die Bahnhöfe von Fremdingen, Marktoffingen und Wilburgstetten waren mit bayerischen Eisenbahnsignalen in der hohen Ausführung als Einfahr- (zehn Meter) und der „normalen“ Ausführung als Ausfahrsignal (acht Meter) in durchbrochener Ausführung der Flügel mit Zoresmasten ausgestattet. Die Einfahrsignale konnten die Signalbegriffe Hp 0 (Halt), Hp 1 (Fahrt) und Hp 2 (Langsamfahrt) vermitteln, die Ausfahrsignale nur Hp 0 oder Hp 1. In den bezeichneten Bahnhöfen waren für jedes Gleis eigene Ausfahrsignale vorhanden. In Dinkelsbühl befand sich ein zehn Meter hohes Einfahrsignal in durchbrochener Ausführung in Richtung Nördlingen (Signal A) und als Ausfahrsignal „B“ in Richtung Nördlingen ein acht Meter hohes Ausfahrsignal in durchbrochener Ausführung als Gruppensignal, mit der Blende „Ruhe“ noch am Flügel (allerdings ohne blauen Einsatz), in Feuchtwangen war es in Richtung Dombühl mit dem Signal „D“ ebenso. Im Gegensatz zu Dinkelsbühl war die Ausführung des zehn Meter hohen Einfahrsignals „A“ aus Richtung Schopfloch mit voll emaillierten Flügeln ausgestattet. Der Zusatzflügel war der „Reichsbahnversion“ sehr ähnlich, aber bei genauem Hinsehen war dies eine „bayerische Ausführung“.
Das Gruppenausfahrsignal „C“ in Dinkelsbühl stand unter der Stauferwallbrücke und war als „Zwerg“ ausgeführt.
Alle Bahnhöfe verfügten über ein mechanisches Stellwerk mit Bahnhofsblock im Anbau des Stationsgebäudes, mit Ausnahme von Dorfgütingen (Kurbelstellwerk nur für die Signale). In Dinkelsbühl war das Fahrdienstleiterstellwerk am Bahnhof und das zugehörige Wärterstellwerk am Bahnübergang der B 25 Richtung Neustädtlein.

### Zugehörigkeit
Die Strecke Nördlingen–Dombühl war die nördlichste der Direktion München. Die Grenze zwischen den Direktionen Nürnberg und München lag beim Einfahrsignal von Dombühl, hier stand ein entsprechendes Emailleschild.

### Bahnhöfe
Die Anlagen in Fremdingen und Wilburgstetten sind gleich gehalten, jedoch spiegelverkehrt gebaut. Selbst die Gebäude greifen auf den gleichen Plan zurück: im Erdgeschoss Treppenhaus, Vorplatz, Wartesaal und „Expeditionsraum“, nebst Nebenzimmer. Dazu gehörten Laderampe, Waage, Ladehalle (Güterschuppen), Hauptgebäude, Abtritt und Brunnen. Dinkelsbühl als Endstation verfügte über eine zweiständige „Locomitv-Remise“ mit Wasserhaus und der damals typischen Drehscheibe am Bahnhofsende Richtung Westen. Das Gebäude war hier größer: im Erdgeschoss Treppenhaus, Vorplatz, einen „Wartesaal I. u. II. Classe“, einen „Wartesaal III. Classe“, „Expeditionsraum“, sowie ein Zimmer für den Stationsdiener.

### Bedeutung der Bahnverbindung für Feuchtwangen
Die Untere Torstraße wurde in Bahnhofstraße umbenannt. Als die Post mit der Eisenbahn befördert wurde, sich die Poststation jedoch weiter im Gasthaus „Storchen“ (jetzt Hotel Post) am Marktplatz befand, wurde eine (die erste) Straßenlaterne installiert. Wo sie sich auf der etwa 800 m langen Distanz befand, ist nicht überliefert.

### Ortsumgehung B 25 für Greiselbach
2017 wurde mit dem Bau der ersten Brücke im ersten Abschnitt für die mit dem Planfeststellungsbeschluss vom 27. März 2014 festlegte Ortsumgehung begonnen. Am 9. Dezember 2015 nahm Bayerns Innen- und Verkehrsminister Joachim Herrmann gemeinsam mit der Parlamentarischen Staatssekretärin im Bundesverkehrsministerium Dorothee Bär feierlich den ersten Spatenstich für die Ortsumgehung vor. Die Kosten in Höhe von mehr als 14 Millionen Euro trug der Bund. Die neue rund 3,8 Kilometer lange Strecke beginnt nördlich des Ortes auf Höhe des Betonwerkes vor dem ehemaligen Bahnübergang und endet an der Regierungsbezirksgrenze zu Schwaben. Der Bau erfolgte in zwei Abschnitten: der erste Abschnitt besteht im Wesentlichen aus der Ortsumfahrung und erstreckt sich vom Betonwerk in Wilburgstetten bis zum Gramstetterhof. Die rund 2,4 Kilometer lange Trasse verläuft westlich parallel zur Bahnstrecke und überquert sie südwestlich von Greiselbach mit einer Brücke, um dann auf die alte B 25 einzuschwenken. Der Bahnübergang in Wilburgstetten ist aufgelöst, der Bahnübergang direkt nach Greiselbach (war ursprünglich ungesichert als Feldweg) wurde ausgebaut und mit entsprechenden Sicherungsanlagen ausgestattet, er bildet straßenmäßig den Hauptzugang zum Ort. Im zweiten Abschnitt wurde die B 25 bestandsnah bis zur Grenze des Regierungsbezirks ausgebaut und quert mit einer weiteren Brücke nahe dem 49. Breitengrad die Bahn. Der Bahnübergang an der Bezirksgrenze beim ehemaligen Haltepunkt Rühlingstetten wurde aufgelöst.

Am 28. Mai 2021 wurde die Ortsumgehung freigegeben.